# El 3 de mayo en Madrid
El 3 de mayo en Madrid ofwel Los fusilamientos (Nederlands: De derde mei in Madrid of De executies) is een schilderij van de Spaanse kunstschilder Francisco Goya, geschilderd in 1814, olieverf op doek, 268 × 347 centimeter. Het toont de executie van Spaanse burgers na de Madrileense opstand van 2 mei 1808 tegen de troepen van Napoleon Bonaparte. Het schilderij bevindt zich thans in de collectie van het Museo Nacional del Prado te Madrid.

## Context
Madrid werd op 23 maart 1808 ingenomen door de Franse troepen van Napoleon. Koning Karel IV van Spanje werd gedwongen af te treden en werd verbannen naar de Franse stad Bayonne. Een poging van de Franse generaal Joachim Murat om ook de jongste dochter en de jongste zoon van Karel IV naar Bayonne te verplaatsen, leidde in Madrid tot een opstand. De volkswoede werd daarbij versterkt doordat Napoleon net zijn broer Jozef Bonaparte tot koning van Spanje had uitgeroepen.
Op 2 mei verzamelde zich een grote menigte op het plein voor het Koninklijk Paleis. De menigte bestormde het paleis om de verbanning van Francisco de Paula te voorkomen. Toen de Franse soldaten het vuur openden op de menigte, werkte dit in eerste instantie averechts en de opstand verspreidde zich met grote snelheid over de rest van de stad. Overal vonden straatgevechten plaats, waarbij de slecht bewapende inwoners van Madrid en restanten van de Spaanse troepen de Fransen te lijf gingen. Murat stuurde echter snel extra troepen naar de stad en wist uiteindelijk de opstand neer te slaan.
Dezelfde avond nog volgde de repressie. Murat stelde een militaire commissie in onder leiding van Emmanuel de Grouchy, die een vrijbrief kreeg om gearresteerde opstandelingen zonder pardon de doodstraf op te leggen. Honderden gevangenen werden de volgende dag geëxecuteerd.

## Afbeelding

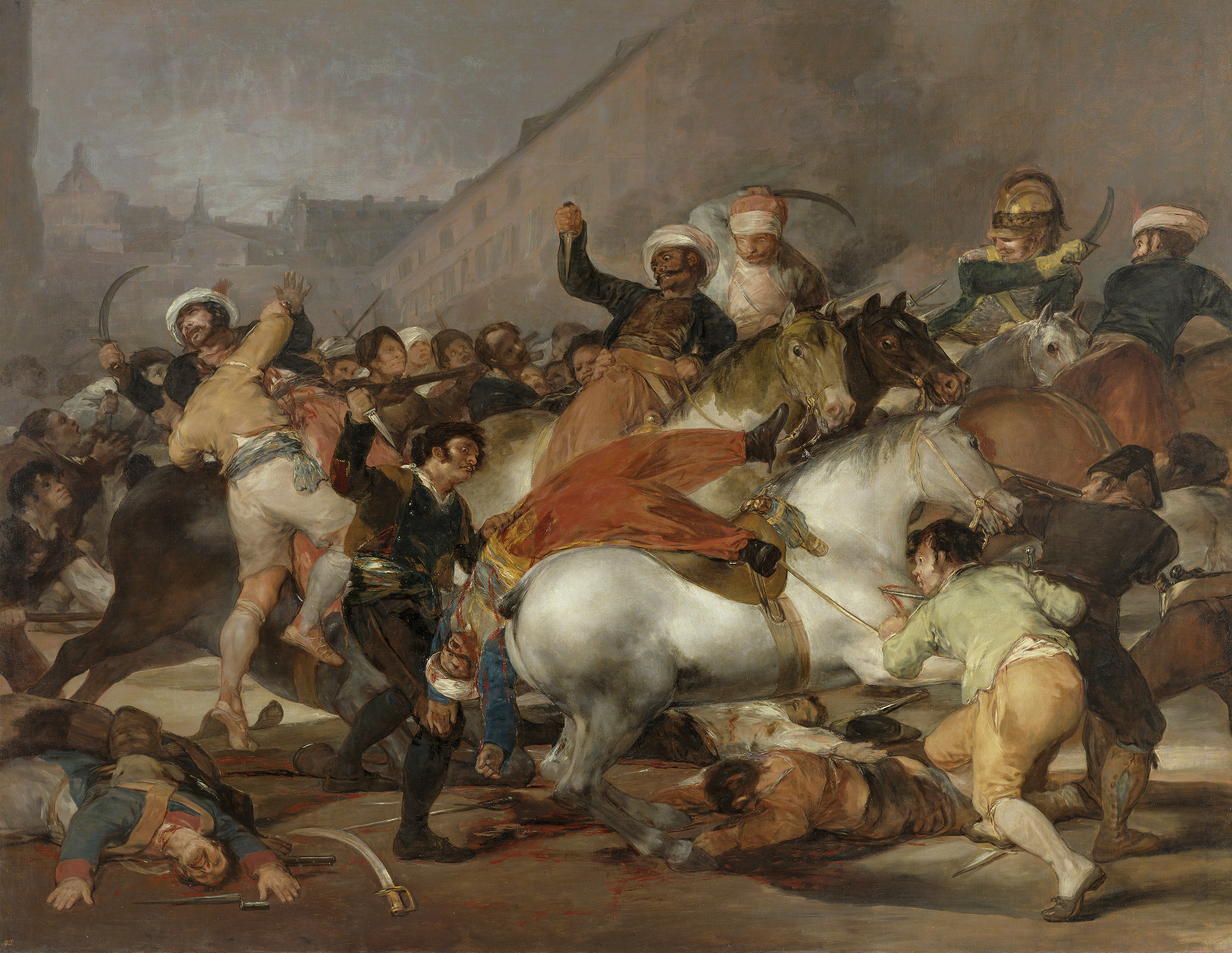
De pendant De opstand van 2 mei 1808, twee maanden eerder voltooid

Kort na de opstand in Madrid begon Goya aan twee grote schilderijen van de gebeurtenis, die hij rond 1814 voltooide. Ook maakte hij diverse etsen en kleinere studies naar het thema. El 3 de mayo en Madrid beeldt de tweede dag uit, toen veel Spaanse burgers tijdens de nasleep van de gevechten werden geëxecuteerd. In een realistische stijl, met barokke elementen die doen denken aan Caravaggio, beeldt Goya een groep Spanjaarden af die in paniek en wanhoop bij elkaar kruipt in het aangezicht van een Frans vuurpeloton. Ze worden niet als oorlogshelden afgebeeld, maar als gewone, bange mensen die om hun leven smeken, angstig, vol ongeloof, oog in oog met de dood.

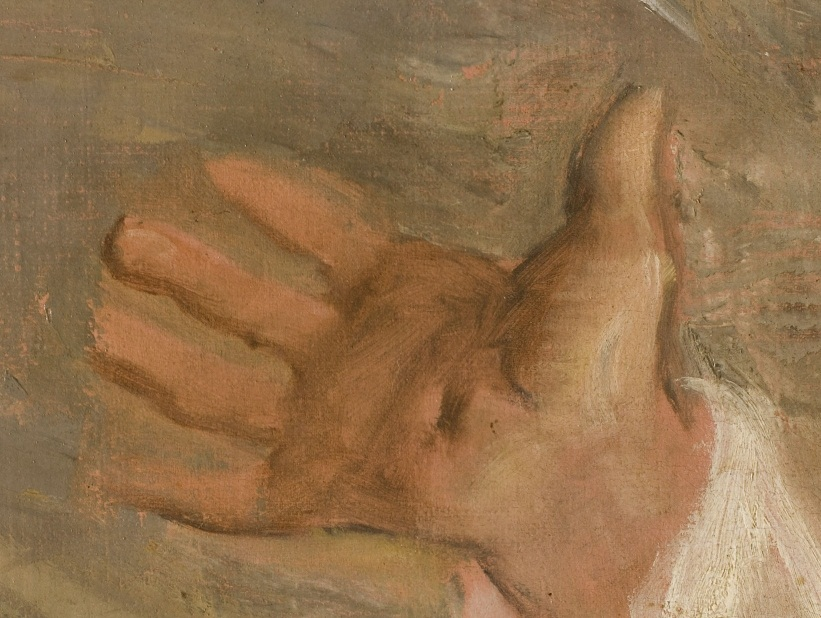
Stigmata op rechterhand van de centrale figuur

De aandacht wordt door Goya via een aantal kunstgrepen sterk gericht op de centrale knielende figuur in het witte hemd, die met gespreide armen, vanuit een soort verdwaasde moed, de dood tegemoet treedt. Hij valt direct op omdat hij relatief groter is geschilderd dan de soldaten uit het vuurpeloton, maar vooral door het licht van een lantaarn die vanuit het donker in een felle gloed weerkaatst vanaf zijn krijtwitte hemd. Zijn rechterhand vertoont een stigma, hetgeen een verwijzing is naar de figuur van de gekruisigde Christus. Het versterkt het iconisch karakter van het schilderij, omdat het een beeld van een religieus martelaarschap lijkt op te roepen.

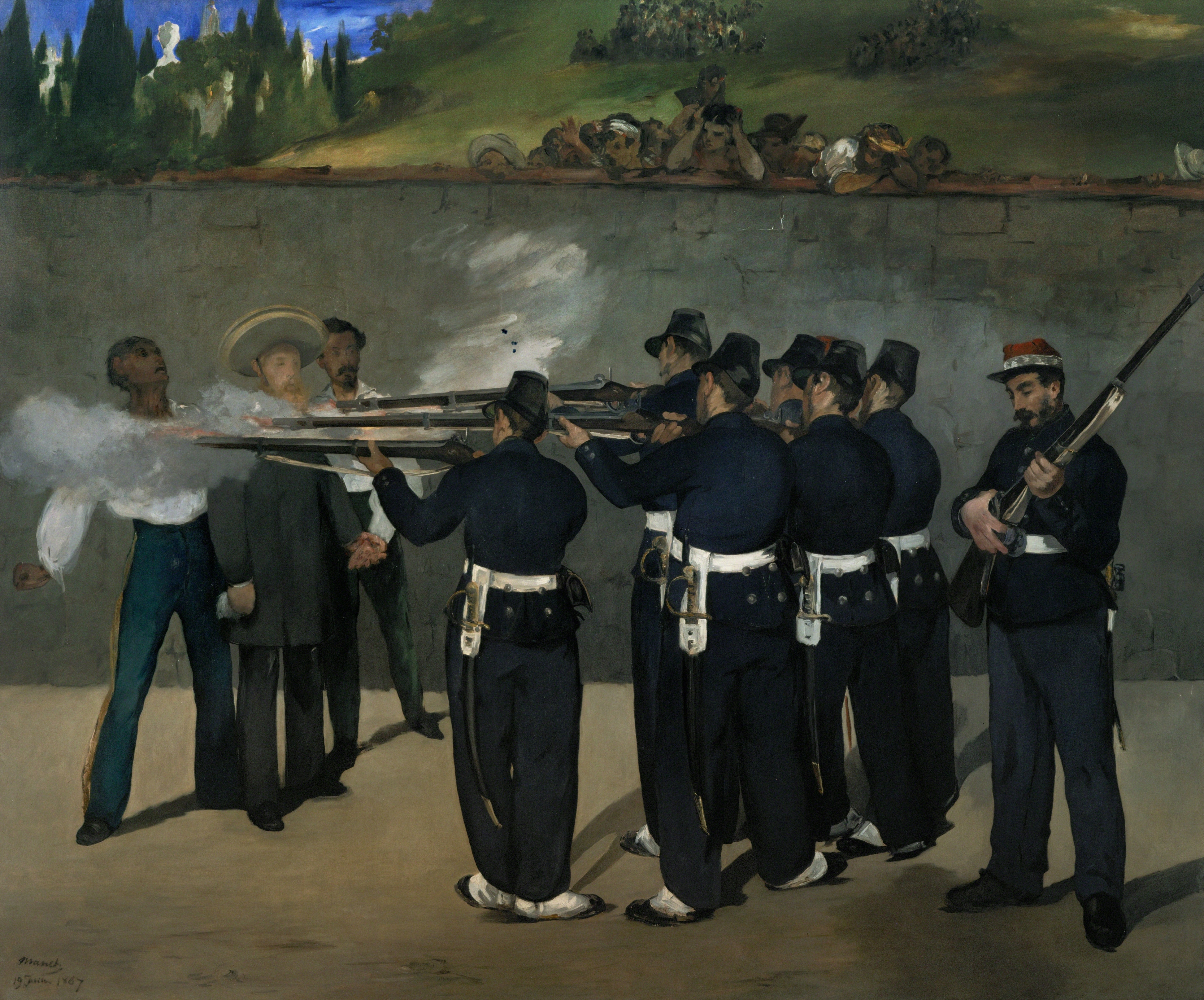
Manets L'Exécution de Maximilien, geïnspireerd door El 3 de mayo en Madrid

De wijze waarop Goya het tafereel uitbeeldt was nieuw voor die tijd. De weergave van de executie als een mechanische moordpartij, met een roemloos heldendom voor de weerloze slachtoffers, was zonder precedent en week sterk af van de heroïsche stijl in de toenmalige neoclassicistische historische werken. Goya koos er bewust voor om het lijden van het gewone volk uit te beelden, en niet de dood van de leiders van de opstand, zoals Pedro Velarde y Santillán. Nog steeds wordt zijn El 3 de mayo en Madrid gezien als een van de meest indrukwekkende aanklachten tegen militair geweld uit de westerse kunstgeschiedenis.
Édouard Manet ontleende in 1868 de compositie van zijn schilderij L'Exécution de Maximilien onmiskenbaar aan El 3 de mayo en Madrid. Ook Pablo Picasso's  Bloedbad in Korea en deels ook zijn Guernica zijn door Goya's schilderij geïnspireerd.